# 第十一届全国人民代表大会常务委员会
第十一届全国人民代表大会常务委员会共有175人組成，其中委員長、副委員長、秘書長16名，委員159名，任期由2008年3月至2013年3月，期間共召開31次全體會議。

## 组成人员

### 委员长
吴邦国

### 副委员长
第十一届全国人民代表大会常务委员会副委员长共13人（其中非中共党员5人），按第十一届全国人大第一次会议选举产生的名单顺序：
1. 王兆国　　中共第十七届中央政治局委员、全国人大常委会副委员长、党组副书记，中华全国总工会主席
2. 路甬祥 院士　　全国人大常委会副委员长，中国科学院院长、党组书记，中国科学院院士、中国工程院院士
3. 乌云其木格（女，蒙古族）　全国人大常委会副委员长、党组成员
4. 韩启德 院士　　全国人大常委会副委员长，中国共产党党员、九三学社中央主席，中国科学技术协会主席，中国科学院院士，北京大学医学部主任，欧美同学会·中国留学人员联谊会会长，中国人民争取和平与裁军协会会长
5. 华建敏　　全国人大常委会副委员长、党组成员，中国红十字会会长
6. 陈至立（女）　　全国人大常委会副委员长、党组成员，全国妇联主席
7. 周铁农　　全国人大常委会副委员长，民革中央主席，中国国际交流协会会长
8. 李建国　　全国人大常委会副委员长、党组成员兼秘书长、机关党组书记，中央综治委副主任
9. 司马义·铁力瓦尔地（维吾尔族）　全国人大常委会副委员长、党组成员
10. 蒋树声　　全国人大常委会副委员长、民盟中央主席
11. 陈昌智　　全国人大常委会副委员长、民建中央主席
12. 严隽琪（女）　　全国人大常委会副委员长，民进中央主席，中央社会主义学院院长，中国人民争取和平与裁军协会副会长
13. 桑国卫 院士　　全国人大常委会副委员长，农工党中央主席，中国药品生物制品检定所研究员、中国药学会理事长，中国科学院院士

### 秘书长
李建国（兼）

### 委员
（按姓名笔划排列）
丁仲礼、马启智（回族）、马福海（回族）、王万宾、王云龙、王云坤、王宁生、王佐书、王陇德、王建民、乌日图（蒙古族）、方新（女）、尹成杰、邓秀新、石秀诗、石泰峰、龙刚（苗族）、田玉科（女，土家族）、白克明、白景富、丛斌、冯长根、达列力汗·马米汗（哈萨克族）、列确（藏族）、吕薇（女）、朱文泉、朱永新、朱志刚、朱启、乔传秀（女）、乔晓阳、任茂东、庄先、刘振伟、刘锡荣、刘新成、刘德培、齐续春（满族）、汤小泉（女）、许永跃、许志琴（女）、许振超、许智宏、孙文盛、孙安民、牟新生、严以新、李东生、李传卿、李连宁、李建华、李适时、李重庵、李祖沛、李乾元、李慎明、李肇星、杨正午（土家族）、杨永良、杨邦杰、杨岳、杨贵新（女，侗族）、杨德清、吴启迪（女）、吴晓灵（女）、何晔晖（女）、余振贵（回族）、邹萍（女，彝族）、汪光焘、汪纪戎（女）、汪恕诚、汪毅夫、沈春耀、宋法棠、张少琴、张中伟、张兴凯、张学忠、张柏林、张美兰（女，哈尼族）、张继禹、陆兵（壮族）、阿不都热依木·阿米提（维吾尔族）、陈玉杰（女）陈伟兰（女）、陈秀榕（女）、陈希明（女）、陈述涛（满族）、陈佳贵、陈宜瑜、陈骏、陈斯喜、姒健敏、范徐麗泰（女）、林强、卓新平（土家族）、金炳华、金硕仁（朝鲜族）、周玉清、周本顺、周声涛、庞丽娟（女）、郑功成、郑申侠、郑荃、郎胜、赵可铭、赵胜轩、郝如玉、郝益东、胡彦林、胡振鹏、胡康生、南振中、查培新、哈斯巴根（蒙古族）、信春鹰（女）、侯义斌、侯建国、姜兴长、姜福堂、姚建年、賀一誠、贺旻（女）、贺铿、袁驷、索丽生、倪岳峰、徐荣凯、徐显明、高祀仁、高洪（白族）、郭凤莲（女）、郭雷、唐天标、唐世礼（女，布依族）、黄丽满（女）、黄跃金、黄智权、黄镇东、黄燕明、曹伯纯、龚学平、符桂花（女，黎族）、梁国扬、隋明太、彭祖意（瑶族）、蒋庄德、韩寓群、辜胜阻、程贻举、程津培、温孚江、谢克昌、蒲海清、雷鸣球、虞云耀、嘉木样·洛桑久美·图丹却吉尼玛（藏族）、蔡昉、裴怀亮、管国芳（女，傣族）

### 其他工作人员

#### 副秘書長
（除注明外，均由2008年3月19日第十一届全国人民代表大会常务委员会第一次会议通过任命）
- 王万宾
- 乔晓阳
- 张少琴
- 曹卫洲
- 王庆喜（2011年4月22日第十一届全国人民代表大会常务委员会第二十次会议免去）
- 李连宁
- 何晔晖（女）
- 孙　伟（2011年4月22日第十一届全国人民代表大会常务委员会第二十次会议免去）
- 刘振伟（2008年12月27日第十一届全国人民代表大会常委会第六次会议免去）
- 韓曉武（2008年12月27日第十一届全国人民代表大会常务委员会第六次会议任命）
- 沈春耀（2011年4月22日第十一届全国人民代表大会常务委员会第二十次会议任命）
- 刘水生（2011年4月22日第十一届全国人民代表大会常务委员会第二十次会议任命）[6]